# BMW R 1200 C
BMW R 1200 C je motocykl kategorie cruiser, vyvinutý firmou BMW, vyráběný v letech 1997–2004. Sesterské modely jsou enduro BMW R 1200 GS, nakedbike BMW R 1200 R, sportovní BMW R 1200 ST a sportovně turistický BMW R 1200 RT. Celkem bylo vyrobeno přes 40 tisíc kusů cruiseru (včetně modelu R850C s menším objemem motoru). Zadní kolo je uložené letmo.

## Technické parametry
- Rám: ocelový příhradový
- Suchá hmotnost: 236 kg
- Pohotovostní hmotnost: 256 kg
- Maximální rychlost: 170 km/h
- Spotřeba paliva: 5,7 l/100 km

## Galerie

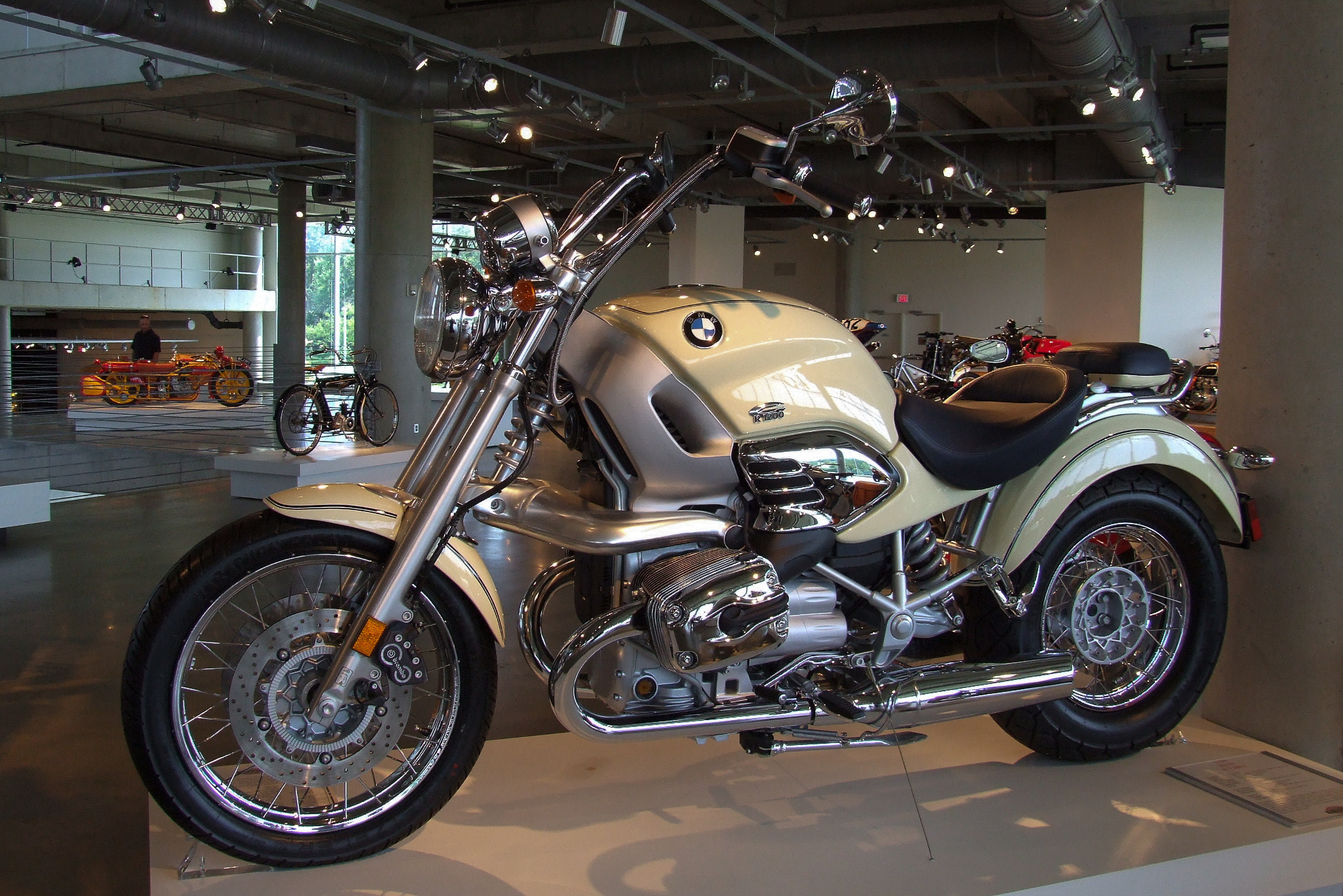
BMW R 1200 C (1998)
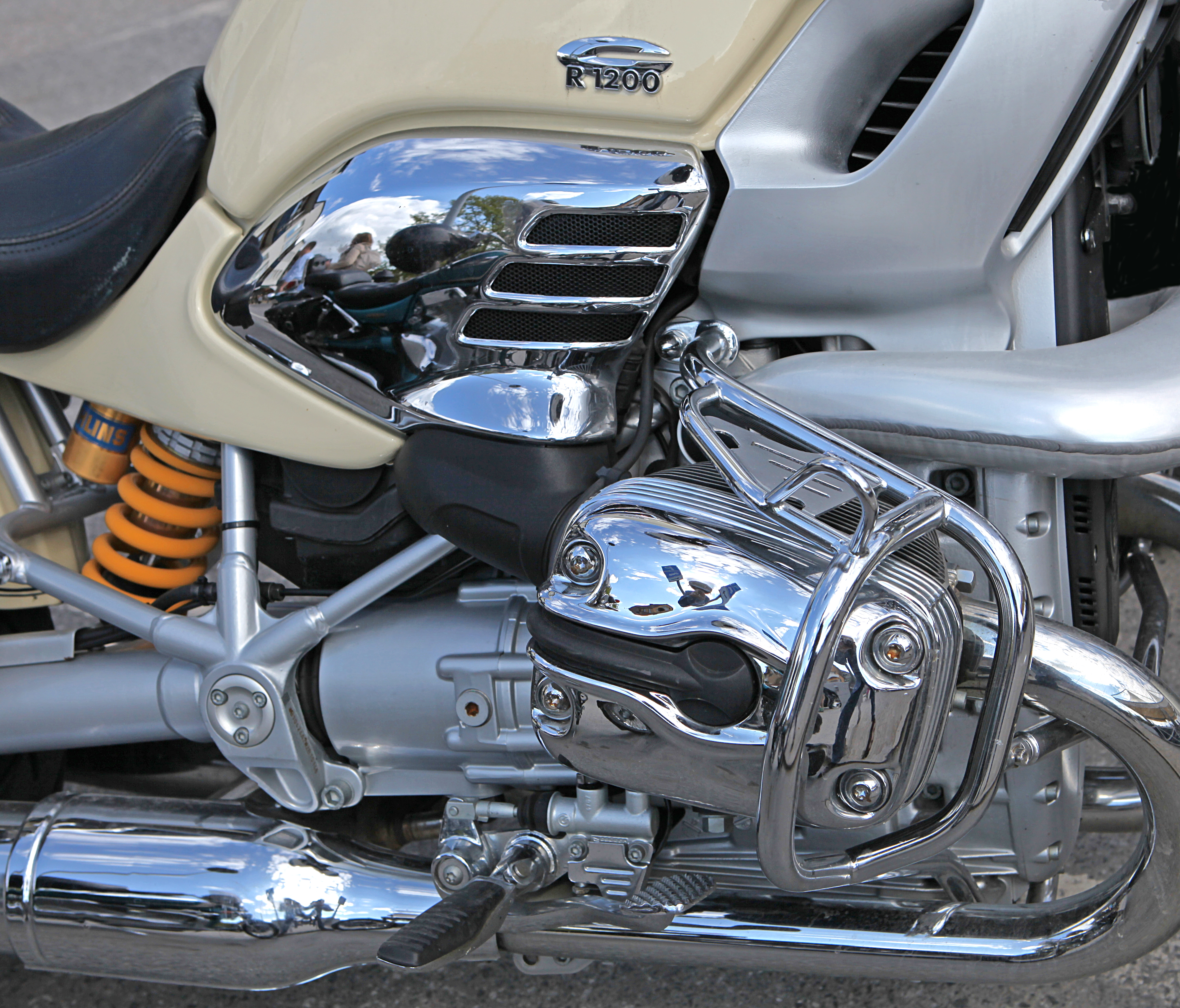
Detail motoru